# Test de tolerancia oral a la glucosa
La Prueba de tolerancia oral a la glucosa, también denominado  Prueba de sobrecarga oral de la glucosa, es una prueba médica cuyo objetivo es diagnosticar o excluir la diabetes y cuadros metabólicos relacionados, como la resistencia a la insulina.
El análisis de prueba de tolerancia a la glucosa o prueba de tolerancia a la glucosa oral es un examen de laboratorio para comprobar cómo el organismo descompone (metaboliza) el azúcar.
La prueba consiste en la toma inicial de una muestra de sangre (en ayunas durante un mínimo de 8 horas). En esa primera toma, la glucemia (glucemia basal) debería ser de 70 a 110 mg/dL en personas sin diabetes, pero si el resultado es mayor de 126 mg/dL sería suficiente para diagnosticar una diabetes. Las personas cuya glucemia basal se sitúa entre 111 y 125 mg/dl son las que deben someterse a esta prueba para comprobar si presentan diabetes o han sufrido un pico de glucosa debido a la alimentación. Seguidamente se ingiere una solución con 75 gramos de glucosa y se dejan transcurrir dos horas, momento en el que se realiza una nueva extracción de sangre. En ocasiones el examen incluye una extracción a la hora o cada media hora. Es recomendable, tres días antes de realizar la prueba, seguir una dieta rica en hidratos de carbono, ya que si una persona sigue una dieta proteica, su páncreas no está "acostumbrado" a trabajar con grandes cantidades de glucosa, lo que podría dar lugar a un falso positivo. En el caso de que se realice esta prueba a mujeres embarazadas se debería administrar 100 gramos de glucosa para evitar falsos negativos.
Según los valores de glucemia obtenidos a las 2 horas:
| Niveles de glucosa en sangre (Glucemia) | Diagnóstico                                                         |
| --------------------------------------- | ------------------------------------------------------------------- |
| Menor de 140 mg/dL                      | Normal.                                                             |
| Entre 140 y 200 mg/dL                   | Prediabetes, intolerancia a la glucosa o resistencia a la insulina. |
| Mayor de 200 mg/dL                      | Signos de diabetes mellitus.                                        |